# San Jose (Nova Ecija)
San Jose é um cidade de  terceira classe de renda da cidade (d) na província Nova Ecija, nas Filipinas. De acordo com o censo de 1 de maio  de  2020 possui uma população de 150 917 pessoas e 37 243 domicílios.